# Aepinus (cráter)
Aepinus es un pequeño cráter de impacto ubicado en la zona lunar norte, cerca del polo norte de la Luna. Al sureste se halla el prominente cráter Hermite.
|  |

|  |  |

Es un elemento relativamente profundo, con un brocal accidentado producto de su inserción sobre el ya de por sí irregular borde de Hermite. La presencia de un segundo impacto de tamaño similar situado tangente a su izquierda (según se observa el perímetro de Hermite desde su propio centro), produce una marcada hendidura en el brocal de Aepinus. 
El cráter recibió su nombre junto con otros 18 cráteres el 22 de enero de 2009 por decisión de la UAI. Fue nombrado en memoria del astrónomo ruso-alemán Franz Ulrich Theodosius Aepinus (1724-1802).